# طيف إسطنبول (مسلسل)
طيف إسطنبول (بالتركية: Bir Başkadır) هو مسلسل تلفزيوني درامي تركي على الإنترنت لعام 2020 من إخراج بيركون أويا وبطولة أويكو كاراييل وفاتح أرتمان وفوندا إيريجيت وديفني كايالار وتولين أوزن. تم بث العرض على Netflix في عام 2020، ويتألف من موسم واحد ليصبح المجموع 8 حلقات. تم تصويره في اسطنبول، تركيا. ويحكي قصة مجموعة من الشخصيات الفريدة من خلفيات اجتماعية وثقافية مختلفة بشكل كبير يلتقون في ظروف مذهلة.

## حبكة المسلسل
يروي طيف إسطنبول قصة مريم عاملة التنظيف بدوام جزئي من عائلة محافظة تعيش في ضواحي إسطنبول. تعاني مريم من نوبات إغماء وتستشير بيري وهي أخصائية نفسية تختلف خلفيتها اختلافًا جذريًا عن خلفية مريم: فهي متعلمة وغنية وعلمانية، ولديها آراء متحيزة للأشخاص المتدينين بشكل علني. بيري نفسها تقابل معالجًا تشكو إليه من تنامي النزعة المحافظة في المجتمع التركي. يقدم المسلسل مجموعة متنوعة من الشخصيات بما في ذلك صبي ثري لكنه مكتئب وعائلة كردية من الطبقة الوسطى وممثلة أوبرا تلفزيونية وناجية من الاغتصاب وجندي سابق وحجة وابنته المثليّة المقفلة وجميعهم بطريقة ما معًا يعرضون تنوع المجتمع التركي.

## طاقم التمثيل
- أويكو كارايل بدور مريم
- فاتح أرتمان بدور ياسين
- فوندا إيريجيت بدور روهي
- دفني كايالار في دور بيري
- سيتار تانريوجين بدور علي سعدي خواجة
- تولين اوزان في دور غولبين
- جوكان يكيلكان بدور حلمي
- أليكان يوسيسوي بدور سنان
- بيج أونال بدور خير النساء
- دريا كراداش بدور جولان
- أونير إركان بدور ريزان
- نسرين جواد زاده بدور ميليسا
- نظمي كيرك بدور جيفان
- جولشن كولتور شاهين بدور مسعود
- أوزجي أوزيل بدور جانان
- إسمي مادرا بدور بوركو
- عزيز جابكورت بدور رمضان
- جيمري زيشان صابر بدور اسما
- جوكتوغ يلدريم بدور إسماعيل
- نور سورر بدور فيراي
- تانر اباد بدور أورهان
- نهال كولداش والدة سنان
- سنان توزكو كممثل

## روابط خارجية
- طيف إسطنبول على موقع IMDb (الإنجليزية)
- طيف إسطنبول على موقع روتن توميتوز (الإنجليزية)
- طيف إسطنبول على موقع نتفليكس (الإنجليزية)
- طيف إسطنبول على موقع فيلمافينيتي (الإسبانية)
- طيف إسطنبول على موقع كينوبويسك (الروسية)
- طيف إسطنبول على موقع ألو سيني (الفرنسية)
- طيف إسطنبول على موقع قاعدة بيانات الفيلم (الإنجليزية)